# Karangasso-Sambla
Ne doit pas être confondu avec Karangasso-Vigué.
Cet article concerne le village chef-lieu. Pour le département et la commune rurale, voir Karangasso-Sambla (département).
Karangasso-Sambla, parfois orthographié Karankasso-Sambla, est un village et le chef-lieu du département et la commune rurale de Karangasso-Sambla, situé dans la province du Houet et la région des Hauts-Bassins au Burkina Faso.

## Éducation et santé
Karangasso-Sambla accueille un centre de santé et de promotion sociale (CSPS).